# 香港—加拿大關係
香港與加拿大關係是指香港與加拿大的雙邊關係。1997年前为英加关系一部分，加拿大在香港設有總領事館，兼轄港澳事務。其除直屬渥太華的加拿大全球事務部（英文：Global Affairs Canada）外，同時與中國合作。
2020年7月3日，加拿大總理賈斯汀·杜魯多在記者會稱《港區國安法》破壞「一國兩制」原則，威脅750萬香港人及30萬居港加拿大人，並宣布加拿大即時停止出口軍事敏感裝備到香港，同時暫停香港與加拿大的引渡協議。加拿大外交部部長商鵬飛譴責中國以秘密方式制定《港區國安法》，在秘密過程下通過及頒布的《港區國安法》未經香港立法、司法機構或人民參與，加拿大將重新審視對香港的政策，外交部同時更新加拿大公民前往香港的旅遊警示。

## 加拿大政府駐港機構
加拿大領事館分為兩處，分別位於香港島中環康樂廣場8號交易廣場第三座5樓及鰂魚涌華蘭路18號柏克大廈9樓。前者負責：
- 總領事辦事處
- 加拿大貿易專員服務
- 外交政策暨外交服務

後者主理：
- 領事署
- 移民署
- 加拿大邊境服務局
- 行政署

## 参見
- 香港對外事務
- 中加關係
- 加拿大外交

## 外部連結
- 加拿大駐香港及澳門總領事館 （页面存档备份，存于）（英文）
- 加拿大駐香港及澳門總領事館的臉書官方頁 （页面存档备份，存于）（英文）
- 香港境外辦事處 （页面存档备份，存于）（英文）
- 多倫多辦事處（英文）